# Kabinett Rudinì I
Das Kabinett Rudinì I regierte das Königreich Italien vom 6. Februar 1891 bis zum 15. Mai 1892. Es löste das Kabinett Crispi II ab. Ministerpräsident war erstmals der der Historischen Rechten (italienisch Destra storica) angehörende Antonio Starabba di Rudinì.

## Entstehung und Entwicklung
Das Kabinett Rudinì I war das 28. Kabinett des Königreiches und ein Jahr, drei Monate und neun Tage im Amt. Die von sowohl von der Historischen Rechten als auch von der Historischen Linken (it. Sinistra storica) gestützte Regierung geriet infolge von Differenzen in der Finanzpolitik ins Wanken. Um die Staatsverschuldung in den Griff zu bekommen, hatte Rudinì die Kürzung des Militäretats vorgeschlagen, was aber am heftigen Widerstand der Militärs und vor allem des Königs scheiterte. Daraufhin kündigte Rudinì Steuererhöhungen an. In der Folge sprachen einige Minister dem Finanzminister Giuseppe Colombo ihr Misstrauen aus, weshalb Colombo seinen Rücktritt einreichte. Rudinì gelang es nicht, das Amt neu zu besetzen. Am 4. Mai 1892 reichte Rudinì seinen Rücktritt ein, nachdem seine Regierung bei einer Vertrauensfrage über ihre Finanzpolitik in der Abgeordnetenkammer keine Mehrheit hinter sich vereinen konnte. König Umberto I betraute daraufhin Giovanni Giolitti mit der Bildung einer neuen Regierung. Am 15. Mai 1892 löste das Kabinett Giolitti I das Kabinett Rudinì I ab.

## Minister

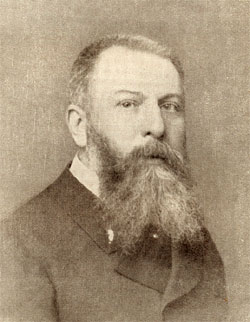
Antonio Starabba di Rudinì

| Ministerien                          | Name |
| ------------------------------------ | --- |
| Ministerpräsident                    | Antonio Starabba di Rudinì                                                                                           |
| Äußeres                              | Antonio Starabba di Rudinì                                                                                           |
| Inneres                              | Giovanni Nicotera |
| Justiz und Kirchenangelegenheiten    | Luigi Ferraris (bis 30. Dezember 1891) Bruno Chimirri (ab 31. Dezember 1891)                                         |
| Krieg                                | Luigi Pelloux |
| Marine                               | Antonio Starabba di Rudinì (geschäftsführend bis 15. Februar 1891) Simone Pacoret de Saint Bon (ab 16. Februar 1891) |
| Finanzen                             | Giuseppe Colombo (bis 3. Mai 1892) Luigi Luzzatti (geschäftsführend ab 4. Mai 1892)                                  |
| Schatz                               | Luigi Luzzatti |
| Öffentliche Arbeiten                 | Ascanio Branca |
| Bildung                              | Pasquale Villari |
| Landwirtschaft, Industrie und Handel | Bruno Chimirri (bis 30. Dezember 1891) Antonio Starabba di Rudinì (geschäftsführend ab 31. Dezember 1891)            |
| Post und Telegraphie                 | Ascanio Branca (geschäftsführend)                                                                                    |